# Stadion Leśny w Olsztynie
Stadion Leśny – najstarszy stadion lekkoatletyczny w Olsztynie położony w dzielnicy Jakubowo i jeden z nielicznych w Polsce położony w lesie. Obecny stan obiektu nie pozwala na rozgrywanie na nim imprez sportowych.

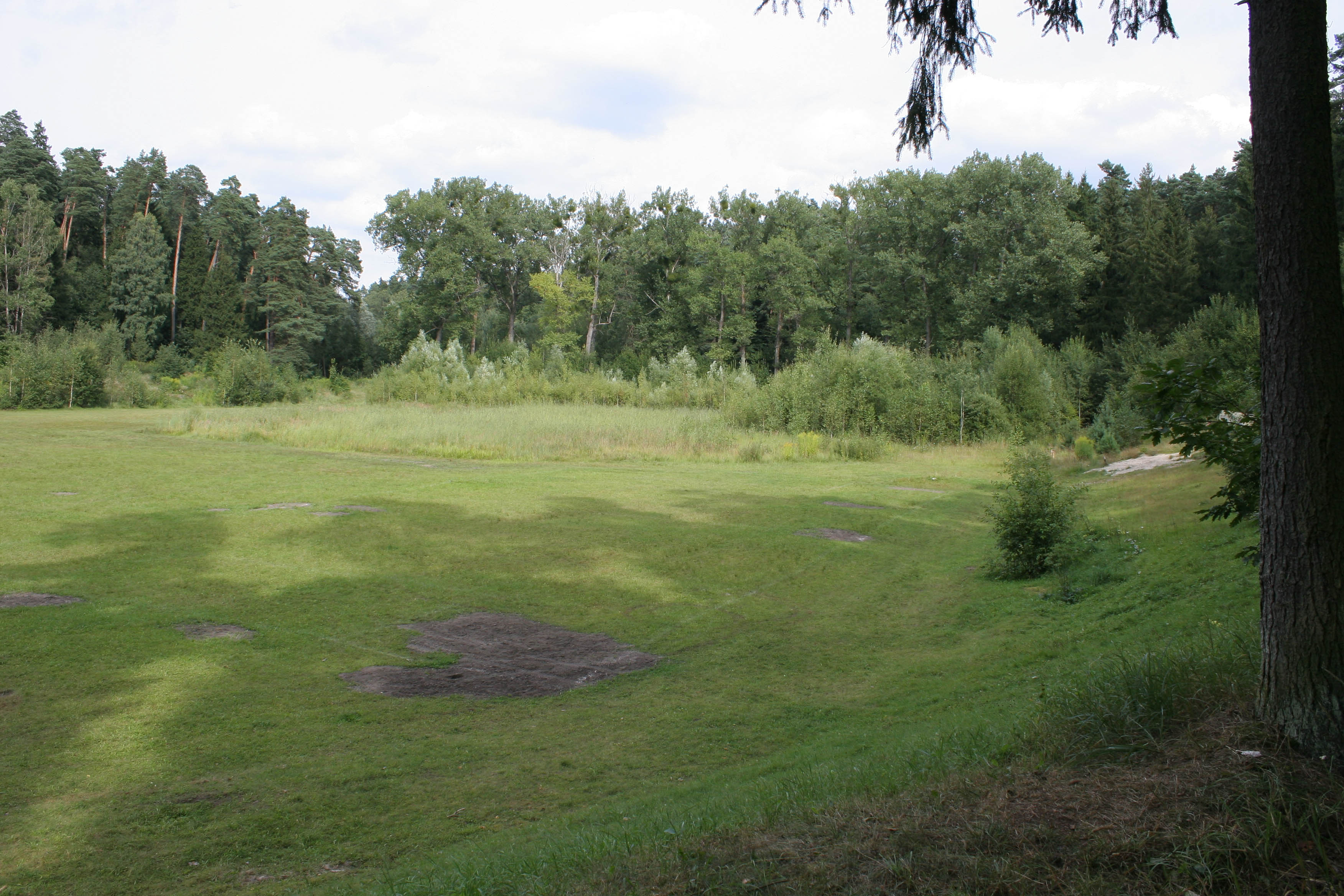
Stadion Leśny w Olsztynie

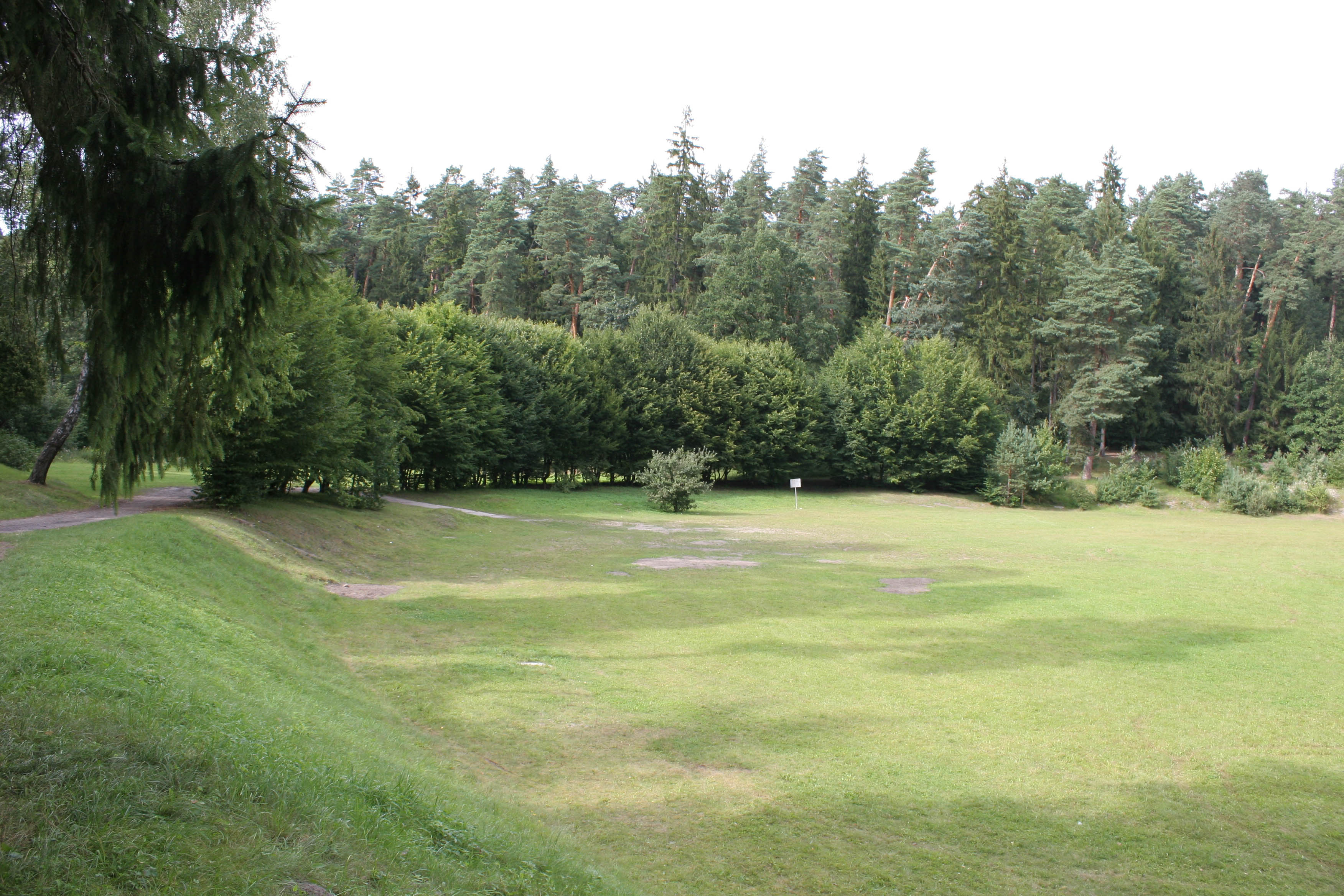
Stadion Leśny w Olsztynie

Stadion Leśny otwarto w 1920 roku. Tuż po jego otwarciu trenowali na nim m.in. czterokrotny rekordzista świata w pchnięciu kulą Helmut Hirschfeld i mistrz olimpijski Gerhard Stöck.
Na obiekcie dwukrotnie padł rekord świata. Po raz pierwszy stało się to w okresie międzywojennym. Wówczas rekord świata w pchnięciu kulą ustanowił Helmut Hirschfeld. 5 sierpnia 1960, podczas lekkoatletycznych mistrzostw Polski, wynikiem 17,03 metra rekord świata w trójskoku ustanowił Józef Szmidt. W 1970 roku rozegrano tutaj mecz lekkoatletyczny Polska – Szwajcaria.
Stadion zlokalizowany na terenach podmokłych został perfekcyjnie zabezpieczony przed zalewaniem dzięki systemowi drobnych rurek melioracyjnych znajdujących się pod płytą główną. System odwadniania stadionu został uszkodzony przez ciężki sprzęt, który wjechał na płytę boiska. Późniejsze próby palowania podłoża nie przyniosły efektu. Obecnie Stadion Leśny nie nadaje się do organizowania jakichkolwiek imprez sportowych. Od kilku lat cyklicznie odbywa się na nim impreza „Przywróćmy blask Stadionowi Leśnemu”, mająca na celu odbudowę i reaktywację obiektu.
Przed kilkoma laty pojawiła się koncepcja rewitalizacji stadionu i włączenia go w kompleks Europejskiego Integracyjnego Centrum Sportu, Rehabilitacji i Rekreacji, który powstałby w Jakubowie. Pomysłodawcą jest Sejmik Osób Niepełnosprawnych, a koncepcję przygotował olsztyński architekt Janusz Dubowik.